# Мистюкевич, Ирина Владимировна
Ирина Владимировна Мистюкевич (род. 17 июня 1977, Курган) — российская легкоатлетка. Участница XXVII летних Олимпийских играх в Сиднее. Завершив спортивную карьеру, работает специалистом по кадрам.

## Биография
Ирина Владимировна Мистюкевич родилась 17 июня 1977 года в городе Кургане Курганской области в семье тренера Владимира Ивановича (1950—2023) и инженера-технолога завода «Курганстальмост» Татьяны Яковлевны. 
Училась в школе № 29 города Кургана, окончила школу № 53 имени А. А. Шараборина в Кургане. В 1994 году окончила Курганское училище олимпийского резерва с золотой медалью. В 1994 году поступила в Курганский государственный университет на факультет психологии, валеологии и спорта, в 1999 году с отличием его окончила.
Выступала за ФСО "Профсоюзы" Россия.
В 2006 году окончила факультет менеджмента Сочинского государственного университета туризма и курортного дела.
Работала специалистом по кадрам в филиале ООО «Газпром трансгаз Нижний Новгород».
Работает специалистом по кадрам в ГАУ НО «Центр спортивной подготовки», город Нижний Новгород.

## Награды и звания
- Заслуженный мастер спорта России, 2003 год
- Мастер спорта России международного класса, 1999
- Почётный знак «За заслуги в развитии физической культуры и спорта»

## Достижения
- — Юношеское первенство СНГ (Липецк, 1991);
- — Соревнования «Дружба» (Брянск, 1992);
- — Командные соревнования (Германия, 1996);
- — Чемпионат Европы среди юниоров (Венгрия, 1995);
- — Кубок Европы (Англия, 2000);
- — Кубок Европы (Германия, 2001);
- — Кубок Европы (Франция, 2002);
- — Чемпионат России среди молодежи (1999);
- — Международные соревнования из серии «Гран-При» (1999);
- — Чемпионат России (2000);
- 14 (sf) — Участница XXVII летних Олимпийских игр в Сиднее (2000, Австралия);
- — Чемпионат России (2001);
- 16 (q) — Участница чемпионата мира (2001);
- 27 (q) — Участница чемпионата Европы (2002).

## Семья
Ирина замужем за легкоатлетом, дочери: Елизавета (род. 2009), Екатерина (род. 2013), Софья (род. 2016).